# نورمان فريدريك هاستينغز
نورمان فريدريك هاستينغز (بالإنجليزية: Norman Frederick Hastings)‏ هو عسكري نيوزيلندي، ولد في 14 يوليو 1879 في أوكلاند في نيوزيلندا، وتوفي في 9 أغسطس 1915 في جاليبولي في تركيا.